# Copa do Nordeste 2015
La Copa do Nordeste 2015 è stata la 12ª edizione della Copa do Nordeste.

## Partecipanti
| Stato               | Squadra (Città)                       | Motivo qualificazione                                   |
| ------------------- | ------------------------------------- | ------------------------------------------------------- |
| Alagoas             | Coruripe (Coruripe)                   | Vincitore del Campionato Alagoano 2014                  |
| Alagoas             | CRB (Maceió)                          | 2° nel Campionato Alagoano 2014                         |
| Bahia               | Bahia (Salvador)                      | Vincitore del Campionato Baiano 2014                    |
| Bahia               | Vitória (Salvador)                    | 2° nel Campionato Baiano 2014                           |
| Bahia               | Serrano-BA (Vitória da Conquista)     | Vincitore della prima fase del Campionato Baiano 2014   |
| Ceará               | Ceará (Fortaleza)                     | Vincitore del Campionato Cearense 2014                  |
| Ceará               | Fortaleza (Fortaleza)                 | Vincitore della prima fase del Campionato Cearense 2014 |
| Maranhão            | Sampaio Corrêa (São Luís)             | Vincitore del Campionato Maranhense 2014                |
| Maranhão            | Moto Club (São Luís)                  | 2° nel Campionato Maranhense 2014                       |
| Paraíba             | Botafogo-PB (João Pessoa)             | Vincitore del Campionato Paraibano 2014                 |
| Paraíba             | Campinense (Campina Grande)           | 2° nel Campionato Paraibano 2014                        |
| Pernambuco          | Sport Recife (Recife)                 | Vincitore del Campionato Pernambucano 2014              |
| Pernambuco          | Náutico (Recife)                      | 2° nel Campionato Pernambucano 2014                     |
| Pernambuco          | Salgueiro (Salgueiro)                 | 3° nel Campionato Pernambucano 2014                     |
| Piauí               | River (Teresina)                      | Vincitore del Campionato Piauiense 2014                 |
| Piauí               | Piauí (Teresina)                      | 2° nel Campionato Piauiense 2014                        |
| Rio Grande do Norte | América-RN (Natal)                    | Vincitore del Campionato Potiguar 2014                  |
| Rio Grande do Norte | Globo (Ceará-Mirim)                   | 2° nel Campionato Potiguar 2014                         |
| Sergipe             | Confiança (Aracaju)                   | Vincitore del Campionato Sergipano 2014                 |
| Sergipe             | Socorrense (Nossa Senhora do Socorro) | 2° nel Campionato Sergipano 2014                        |

## Formato
I venti club sono suddivisi in cinque gruppi da quattro squadre ciascuno. Le prime classificate di ciascun gruppo, più le tre migliori seconde, accedono alla seconda fase a eliminazione diretta con partite di andata e ritorno.

## Fase a gironi

### Gruppo A
| Pos. | Squadra    | Pt | G | V | N | P | GF | GS | DR |
| ---- | ---------- | -- | - | - | - | - | -- | -- | -- |
| 1    | Vitória    | 15 | 6 | 5 | 0 | 1 | 12 | 5  | +7 |
| 2    | América-RN | 10 | 6 | 3 | 1 | 2 | 12 | 9  | +3 |
| 3    | Confiança  | 5  | 6 | 1 | 2 | 3 | 3  | 8  | -5 |
| 4    | Serrano-BA | 4  | 6 | 1 | 1 | 4 | 9  | 14 | -5 |

### Gruppo B
| Pos. | Squadra        | Pt | G | V | N | P | GF | GS | DR |
| ---- | -------------- | -- | - | - | - | - | -- | -- | -- |
| 1    | Sport Recife   | 10 | 6 | 3 | 1 | 2 | 11 | 6  | +5 |
| 2    | Coruripe       | 7  | 6 | 1 | 4 | 1 | 6  | 7  | -1 |
| 3    | Sampaio Corrêa | 5  | 6 | 3 | 2 | 1 | 13 | 11 | +2 |
| 4    | Socorrense     | 3  | 6 | 0 | 3 | 3 | 6  | 12 | -6 |

### Gruppo C
| Pos. | Squadra   | Pt | G | V | N | P | GF | GS | DR |
| ---- | --------- | -- | - | - | - | - | -- | -- | -- |
| 1    | Salgueiro | 10 | 6 | 2 | 4 | 0 | 9  | 4  | +5 |
| 2    | Náutico   | 8  | 6 | 2 | 2 | 2 | 10 | 11 | -1 |
| 3    | Moto Club | 6  | 6 | 1 | 2 | 2 | 5  | 7  | -2 |
| 4    | Piauí     | 5  | 6 | 0 | 5 | 1 | 4  | 6  | -2 |

### Gruppo D
| Pos. | Squadra     | Pt | G | V | N | P | GF | GS | DR |
| ---- | ----------- | -- | - | - | - | - | -- | -- | -- |
| 1    | Ceará       | 12 | 6 | 3 | 3 | 0 | 7  | 4  | +3 |
| 2    | Fortaleza   | 11 | 6 | 3 | 2 | 1 | 9  | 6  | +3 |
| 3    | River       | 8  | 6 | 2 | 2 | 2 | 6  | 7  | -1 |
| 4    | Botafogo-PB | 1  | 6 | 0 | 1 | 5 | 3  | 8  | -5 |

### Gruppo E
| Pos. | Squadra    | Pt | G | V | N | P | GF | GS | DR |
| ---- | ---------- | -- | - | - | - | - | -- | -- | -- |
| 1    | Bahia      | 12 | 6 | 3 | 3 | 0 | 9  | 6  | +3 |
| 2    | Campinense | 8  | 6 | 2 | 2 | 2 | 5  | 5  | 0  |
| 3    | CRB        | 6  | 6 | 1 | 2 | 3 | 7  | 8  | -1 |
| 4    | Globo      | 5  | 6 | 1 | 2 | 3 | 2  | 4  | -2 |

### Raffronto tra le squadre seconde classificate
| Pos. | Squadra    | Pt | G | V | N | P | GF | GS | DR | Gruppo |
| ---- | ---------- | -- | - | - | - | - | -- | -- | -- | ------ |
| 1.   | Fortaleza  | 11 | 6 | 3 | 2 | 1 | 9  | 6  | +3 | D      |
| 2.   | América-RN | 10 | 6 | 3 | 1 | 2 | 12 | 9  | +3 | A      |
| 3.   | Campinense | 8  | 6 | 2 | 2 | 2 | 5  | 5  | 0  | E      |
| 4.   | Náutico    | 8  | 6 | 2 | 2 | 2 | 10 | 11 | -1 | C      |
| 5.   | Coruripe   | 7  | 6 | 1 | 4 | 1 | 6  | 7  | −1 | B      |

## Seconda fase
|  | Quarti di finale   | Quarti di finale   | Quarti di finale | Quarti di finale | Quarti di finale |  |  | Semifinali   | Semifinali   | Semifinali | Semifinali | Semifinali |   |   | Finale | Finale | Finale | Finale | Finale |  |
|  |                    |                    |                  |                  |                  |  |  |              |              |            |            |            |   |   |        |        |        |        |        |  |
|  | Fortaleza          | Fortaleza          | 1                | 0                | 1 (2)            |  |  |              |              |            |            |            |   |   |        |        |        |        |        |  |
|  | Sport Recife (dtr) | Sport Recife (dtr) | 0                | 1                | 1 (4)            |  |  | Sport Recife | Sport Recife | 0          | 2          | 2          |   |   |        |        |        |        |        |  |
|  | Campinense         | Campinense         | 0                | 0                | 0                |  |  | Bahia        | Bahia        | 0          | 3          | 3          |   |   |        |        |        |        |        |  |
|  | Bahia              | Bahia              | 0                | 1                | 1                |  |  |              |              |            |            |            |   |   | Bahia  | Bahia  | 0      | 1      | 1      |  |
|  | Salgueiro          | Salgueiro          | 0                | 1                | 1                |  |  |              |              | Ceará      | Ceará      | 2          | 2 | 4 |        |        |        |        |        |  |
|  | Ceará              | Ceará              | 2                | 2                | 4                |  |  | Ceará (gfc)  | Ceará (gfc)  | 0          | 2          | 2          |   |   |        |        |        |        |        |  |
|  | América-RN         | América-RN         | 0                | 2                | 2                |  |  | Vitória      | Vitória      | 0          | 2          | 2          |   |   |        |        |        |        |        |  |
|  | Vitória            | Vitória            | 1                | 4                | 5                |  |  |              |              |            |            |            |   |   |        |        |        |        |        |  |